# Acmaeoderella levantina
Acmaeoderella levantina es una especie de escarabajo del género Acmaeoderella, familia Buprestidae. Fue descrita científicamente por Obenberger en 1934.

## Distribución geográfica
Habita en el Paleártico.